# Deutsche Aerospace AG - DASA
DASA (Deutsche Aerospace AG) era una subsidiaria de Daimler-Benz AG (después DaimlerChrysler) desde 1989. En julio de 2000 DASA vendió a EADS la mayoría de su negocio a cambio de acciones, en un proceso de fusión junto a Aérospatiale-Matra y CASA.

## Historia
DASA se fundó como Deutsche Aerospace AG el 19 de mayo de 1989 con la fusión de los intereses aeroespaciales de Daimler-Benz (MTU, Dornier y dos divisiones de AEG). En julio de 1989 las dos divisiones de AEG se unieron a Deutsche Aerospace para formar Telefunken Systemtechnik (TST).
En diciembre de 1989 Daimler-Benz compró Messerschmitt-Bölkow-Blohm (MBB) y la incluyó en DASA.
En marzo de 1990 Daimler-Benz empezó una gran reestructuración del nuevo grupo, integrando las distintas compañías en cinco grupos divididos por producto: Aeronaves, Sistemas Espaciales, Propulsión, Sistemas Civiles y Militares. Algunas compañías siguieron funcionando con sus propios nombres, pero en 1992 la mayoría se integraron. En 1992 la división de helicópteros se unió con la división de helicópteros de Aérospatiale para formar el grupo Eurocopter.
El 1 de enero de 1995 la empresa cambió su nombre por Daimler-Benz Aerospace AG. En 1998 con la unión de Daimler Benz y Chrysler, la compañía volvió a cambiar de nombre: DaimlerChrysler Aerospace AG.
En 2014, Eurocopter, que posteriormente pasó a llamarse Airbus Helicopters, era líder del mercado en este campo, con cuatro fábricas principales en Europa (Marignane y La Courneuve en Francia, y Donauwörth y Kassel en Alemania), además de 32 filiales y participantes en todo el mundo, incluidas las de Brisbane (Australia), Albacete (España) y Grand Prairie (Estados Unidos). Ese mismo año, más de 12.000 helicópteros construidos por la empresa estaban en servicio con más de 3.000 clientes en unos 150 países.

### Transición a EADS
A partir de 1998 se empezaron a preparar distintas uniones entre empresas de defensa, principalmente de grupos europeos.
Se pensaba que DASA se uniría a British Aerospace (BAe) para crear un gigante europeo, aunque BAe optó por unirse a la sección de defensa de General Electric: Marconi Electronic Systems. Este movimiento aumento las ganas de crear una empresa inglesa que pudiese competir en el mercado de defensa estadounidense.
El 10 de julio de 2000 DASA (salvo MTU) se unió con Aérospatiale-Matra, Francia, y Construcciones Aeronáuticas S.A. (CASA), España, para formar la empresa European Aeronautic Defence and Space Company (EADS). DASA opera actualmente como EADS Germany.

## Proyectos
En 1993 se estableció la compañía Mig Aircraft Support GmbH con un 50% de acciones pertenecientes a DASA. La compañía actualizó 24 Mikoyan MiG-29 a los estándares OTAN. Los aviones fueron heredados de Alemania del Este tras la reunificación del país.
Como parte del consorcio Eurofighter GmbH, DASA fabrica sectores centrales del fuselaje. DASA es responsable de la actualización a mitad de su vida útil (MLU - mid life upgrade) de la flota alemana de Panavia Tornado.
DASA se ha especializado en la actualización de aviones aliados, incluyendo el McDonnell Douglas F-4 Phantom II y el E-3 Sentry.